# Хираока, Садатаро
Садатаро Хираока (яп. 平岡 定太郎; 4 июня 1863, Сиката-тё, Хиого — 26 августа 1942, Япония) — японский государственный деятель. Губернатор префектуры Карафуто (1908—1915).
Родился в семье фермера из префектуры Хего. Учился в токийском колледже искусств, окончил юридический факультет Императорского университета в 1892 году. Занимал ряд государственных должностей, главным образом, в МВД Японской Империи, в частности, начальника полиции префектуры Тотиги и советника МВД. С 1906 по 1908 годы занимал пост губернатора префектуры Фукусима. В 1908 году был назначен на должность губернатора префектуры Карафуто.
Пребывание Хираоки на посту губернатора было самым продолжительным за всю историю Карафуто. При нём в надлежащее состояние были приведены железные дороги и порты Южного Сахалина.
Карьера Хираоки неожиданно оборвалась в 1914 году. Губернатора обвинили в причастности к незаконной вырубке леса на территории Карафуто, взяточничестве и спекуляции, и он был вынужден подать в отставку.
Бывший губернатор умер в 1942 году, в разгар Второй мировой войны. На момент смерти ему было 79 лет, но на могиле Хираоки указан возраст 80 лет — это было сделано для того, чтобы надписать на надгробном памятнике характерную эпитафию.
Внук губернатора Карафуто — Хираока Кимитакэ — в будущем стал известен как выдающийся японский литератор Юкио Мисима.